# ماكسين سينجر
ماكسين سينجر (بالإنجليزية: Maxine Singer)‏ (15 فبراير 1931 – 9 يوليو 2024) هو عالم في مجال علم الأحياء الجزيئي ولد في 15 فبراير 1931 في نيويورك (مدينة)، اشتهر بعمله في حمض نووي مؤتلف تقنيات حائز على جائزة قلادة العلوم الوطنية الأمريكية (1992).

## وصلات خارجية
- الموقع الرسمي لجائزة قلادة العلوم الوطنية الأمريكية